# La Casera-Peña Bahamontes

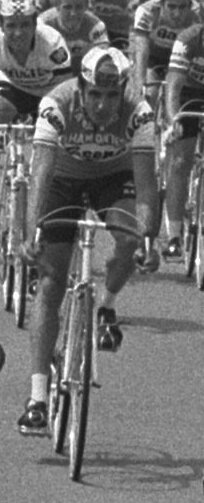
Fahrer bei der Tour de France 1973

La Casera-Peña Bahamontes war ein spanisches Radsportteam, das von 1968 bis 1974 bestand.

## Geschichte
Das Team wurde 1968 von Federico Bahamontes gegründet. Im ersten Jahr konnte das Team neben dem Sieg auch zweite Plätze bei der Andalusien-Rundfahrt, Aragon-Rundfahrt und der Clásica a los Puertos sowie Platz 3 bei Prueba Villafranca de Ordizia und Platz 6 bei der Setmana Catalana erwirken. 1969 wurden zweite Plätze bei Gran Premio de Llodio und der Asturien-Rundfahrt sowie dritte Plätze bei der Katalonien-Rundfahrt, der Vuelta a los Valles Mineros, der Clásica de Sabiñánigo, der Kantabrien-Rundfahrt und der Clásica a los Puertos erzielt. 1970 erreichte das Team zweite Plätze bei Trofeo Luis Puig, Klasika Primavera de Amorebieta, Gran Premio Muñecas de Famosa und Vuelta a los Valles Mineros, dritte Plätze bei G. P. Vizcaya und Trofeo Elola. In der Saison 1971 wurden Platz 2 bei der Kantabrien-Rundfahrt und Platz 3 bei Subida a Arrate und der Valencia-Rundfahrt erwirkt. 1972 wurden neben den Siegen zweite Plätze bei Subida a Arrate, Klasika Primavera de Amorebieta und Vuelta a los Valles Mineros, dritte Plätze bei Trofeo Masferrer, Gran Premio Miguel Induráin, Clásica de Sabiñánigo, Prueba Villafranca de Ordizia und Tres Días de Leganés erzielt. 1973 gelangen dem Team zweite Plätze bei der Katalonien-Rundfahrt, der Klasika Primavera de Amorebieta, der Trofeo Masferrer und der Vuelta a los Valles Mineros darüber hinaus dritte Plätze bei der Vuelta a España, der Trofeo Elola und der Trofeo Luis Puig. In der Saison wurden zweite Plätze bei der Valencia-Rundfahrt, der Baskenland-Rundfahrt, der Andalusien-Rundfahrt, der Katalonien-Rundfahrt, der Subida a Arrate, der Clásica de Sabiñánigo, dritte Plätze bei der Kantabrien-Rundfahrt sowie Platz 5 der Trofeo Masferrer und Platz 7 bei der Setmana Catalana de Ciclisme erkämpft. Nach der Saison 1974 löste sich das Team auf.
Hauptsponsor war ein spanischer Hersteller von Erfrischungsgetränke.

## Erfolge
1968
- Asturien-Rundfahrt
- Vuelta a Navarra
- Gran Premio Fedrácion Catalana de Ciclismo
- Trofeo San José

1969
- Aragon-Rundfahrt
- Gesamtwertung und fünf Etappen Vuelta a Guatemala
- Vuelta a Toledo
- zwei Etappen Vuelta a Colombia
- eine Etappe Andalusien-Rundfahrt
- Trofeo Elola
- Trofeo San José
- GP Viscaya

1970
- eine Etappe Giro d’Italia
- Gesamtwertung und eine Etappe Vuelta a Mallorca
- Vuelta a Navarra
- Vuelta a Segovia
- vier Etappen Valencia-Rundfahrt
- eine Etappe Andalusien-Rundfahrt
- eine Etappe Vuelta a La Rioja
- eine Etappe Katalonien-Rundfahrt
- eine Etappe Vuelta a los Valles Mineros
- eine Etappe Aragon-Rundfahrt
- Subida a Arrate
- Vuelta a Toledo

1971
- Trofeo San José
- eine Etappe Kantabrien-Rundfahrt
- eine Etappe Asturien-Rundfahrt

1972
- drei Etappen und Bergwertung Portugal-Rundfahrt
- zwei Etappen Vuelta a los Valles Mineros
- eine Etappe Asturien-Rundfahrt
- GP Cuprosan
- Trofeo San José

1973
- eine Etappe und  Bergwertung Tour de France
- eine Etappe,  Bergwertung und  Teamwertung Vuelta a España
- Gesamtwertung, zwei Etappen und Bergwertung Aragon-Rundfahrt
- Gesamtwertung und eine Etappe Portugal-Rundfahrt
- Asturien-Rundfahrt
- Vuelta a La Rioja
- drei Etappen Katalonien-Rundfahrt
- zwei Etappen Vuelta a los Valles Mineros
- eine Etappe Baskenland-Rundfahrt
- eine Etappe Valencia-Rundfahrt
- eine Etappe Vuelta a Colombia
- Escalada a Montjuïc
- Gran Premio Pascuas

1974
- Gesamtwertung und eine Etappe Vuelta a La Rioja
- Klasika Primavera de Amorebieta
- Subida a Arrate
- zwei Etappen Vuelta a Mallorca
- eine Etappe Kantabrien-Rundfahrt
- eine Etappe und Bergwertung Baskenland-Rundfahrt
- eine Etappe Vuelta a los Valles Mineros
- eine Etappe Andalusien-Rundfahrt
- eine Etappe Aragon-Rundfahrt
- Trofeo Elola
- Bergwertung und  Kombinationswertung Vuelta a España

## Wichtige Platzierungen
| Grand Tour            | 1968 | 1969 | 1970 | 1971 | 1972 | 1973 | 1974 |
| --------------------- | ---- | ---- | ---- | ---- | ---- | ---- | ---- |
| Vuelta a EspañaVuelta | –    | –    | 7    | 13   | 11   | 5    | 12   |
| Giro d’ItaliaGiro     | –    | –    | 8    | –    | –    | –    | –    |
| Tour de FranceTour    | –    | –    | –    | –    | –    | 13   | 14   |

| Monument        | 1968 | 1969 | 1970 | 1971 | 1972 | 1973 | 1974 |
| --------------- | ---- | ---- | ---- | ---- | ---- | ---- | ---- |
| Mailand–Sanremo | –    | –    | 40   | –    | –    | –    | –    |

## Bekannte Fahrer
- Jesús Manzaneque (1968–1969+1973–1974)
- Joaquín Galera (1970)
- Miguel María Lasa (1970)
- José Manuel Lasa (1970)
- Agustín Tamames (1973)